# 史提夫·伊雲斯
斯蒂芬·J.·"斯蒂夫"·埃文斯（英語：Stephen J. "Steve" Evans，1962年10月30日—）是一名蘇格蘭前足球運動員，退役後擔任領隊。

## 生平
在蘇格蘭格拉斯哥出生，伊雲斯曾分別效力保頓、克萊德、艾比安流浪、艾爾聯、咸美頓和聖莊士東等球會參與職業足球比賽，直到1986年因嚴重膝傷宣佈退役，時年僅24歲。
掛靴後伊雲斯轉向足球管理發展，於執教卡維尼前曾帶領非聯賽球隊史丹福A.F.C.和兩度掌管波士頓聯。2014年4月伊雲斯辭任正在邁向升班的卡維尼領隊，轉投位處中游的洛達咸，翌年帶領球隊升班英甲，更背對背連續兩年升班重返英冠。
2015年9月28日，執教超過3年，帶隊由英乙升班到英冠的伊雲斯，由於球隊成績持續低迷而下台。2015年10月19日，伊雲斯接替被辭退的（Uwe Rösler）執教英冠球會列斯聯，簽署到6月30日的滾動合約。

## 外部連結
- 足球資料庫：史提夫·伊雲斯的領隊統計數據